# Prezydenci Burkiny Faso

## Legenda
- tymczasowy prezydent

## Chronologiczna lista
| #                                                                      | Prezydent                             | Portret | Kadencja             | Kadencja             | Partia polityczna | Partia polityczna    |
| #                                                                      | Prezydent                             | Portret | Od                   | Do                   | Partia polityczna | Partia polityczna    |
| ---------------------------------------------------------------------- | ------------------------------------- | ------- | -------------------- | -------------------- | ----------------- | -------------------- |
| Prezydent Republiki Górnej Wolty                                       |                                       |         |                      |                      |                   |                      |
| 1                                                                      | Maurice Yaméogo (1921–1993)           |         | 5 sierpnia 1960      | 3 stycznia 1966      |                   | UDV–RDA              |
| 2                                                                      | Sangoulé Lamizana (1916–2005)         |         | 3 stycznia 1966      | 25 listopada 1980    |                   | wojskowy/bezpartyjny |
| Przewodniczący Wojskowego Komitetu Naprawy na rzecz Narodowego Rozwoju |                                       |         |                      |                      |                   |                      |
| -                                                                      | Saye Zerbo (1932–2013)                |         | 25 listopada 1980    | 7 listopada 1982     |                   | wojskowy             |
| Przewodniczący Tymczasowej Rady na rzecz Ocalenia Ludu                 |                                       |         |                      |                      |                   |                      |
| -                                                                      | Jean-Baptiste Ouédraogo (ur. 1942)    |         | 7 listopada 1982     | 26 listopada 1982    |                   | wojskowy             |
| Prezydent Republiki Górnej Wolty                                       |                                       |         |                      |                      |                   |                      |
| 3                                                                      | Jean-Baptiste Ouédraogo (ur. 1942)    |         | 26 listopada 1982    | 4 sierpnia 1983      |                   | wojskowy             |
| 4                                                                      | Thomas Sankara (1949–1987)            |         | 4 sierpnia 1983      | 4 sierpnia 1984      |                   | wojskowy             |
| Prezydent Burkiny Faso                                                 |                                       |         |                      |                      |                   |                      |
| 1                                                                      | Thomas Sankara (1949–1987)            |         | 4 sierpnia 1984      | 15 października 1987 |                   | wojskowy             |
| 2                                                                      | Blaise Compaoré (1951–)               |         | 15 października 1987 | 31 października 2014 |                   | FP/ODP-MT/CDP        |
| -                                                                      | Honoré Traoré (ur. 1957)              |         | 31 października 2014 | 1 listopada 2014     |                   | wojskowy             |
| -                                                                      | Isaac Zida (ur. 1965)                 |         | 1 listopada 2014     | 17 listopada 2014    |                   | wojskowy             |
| 3                                                                      | Michel Kafando (ur. 1942)             |         | 17 listopada 2014    | 17 września 2015     |                   | bezpartyjny          |
| Przewodniczący Narodowej Rady na rzecz Demokracji                      |                                       |         |                      |                      |                   |                      |
| -                                                                      | Gilbert Diendéré (ur. 1960)           |         | 17 września 2015     | 23 września 2015     |                   | wojskowy             |
| Prezydent Burkiny Faso                                                 |                                       |         |                      |                      |                   |                      |
| (3)                                                                    | Michel Kafando (ur. 1942)             |         | 23 września 2015     | 29 grudnia 2015      |                   | bezpartyjny          |
| 4                                                                      | Roch Marc Christian Kaboré (ur. 1957) |         | 29 grudnia 2015      | 24 stycznia 2022     |                   | MPP                  |
| -                                                                      | Paul-Henri Sandaogo Damiba (ur. 1981) |         | 24 stycznia 2022     | 30 września 2022     |                   | wojskowy             |
| -                                                                      | Ibrahim Traore (ur. 1988)             |         | 30 września 2022     | nadal                |                   | wojskowy             |

## Zobacz także
- Lista gubernatorów Górnej Wolty
- Premierzy Burkiny Faso